# Schlosskapelle Mamling

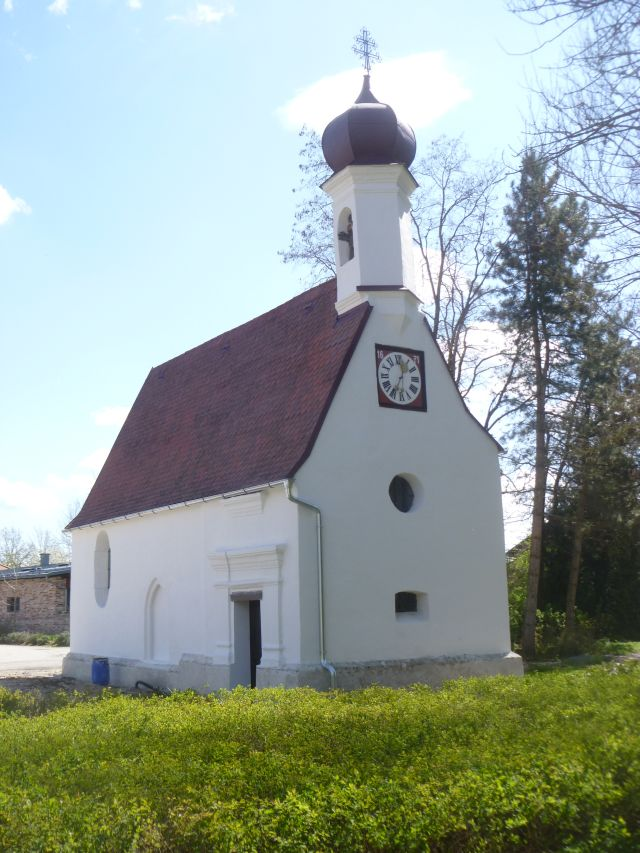
Schlosskapelle Hll. Peter und Paul in Mamling

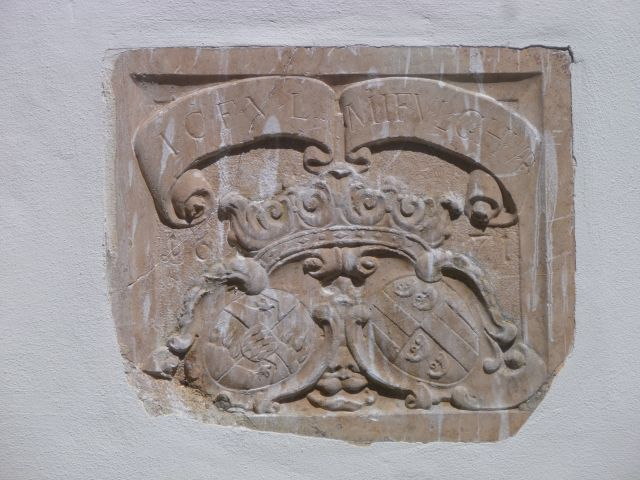
Doppelwappenstein Lerchenfeld-Fraunhofen 1671

Die römisch-katholische Schlosskapelle Mamling mit dem Patrozinium der Heiligen Peter und Paul steht randständig im Park vom Schloss Mamling in der Gemeinde Mining im Bezirk Braunau am Inn in Oberösterreich und untersteht der Pfarrkirche Mining. Seit dem 1. Jänner 2023 gehört Mining als eine von 14 Pfarrteilgemeinden zur Pfarre Braunau der Diözese Linz. Die Schlosskapelle steht unter Denkmalschutz (Listeneintrag).

## Geschichte
Der spätgotische Kirchenbau entstand in der Mitte des 15. Jahrhunderts. Nach 1671 erfolgte ein Umbau mit einer Erweiterung nach Westen unter Johann Kaspar von Lerchenfeld. Die Kapelle wurde 1978/1979 und 2010/2011 restauriert.
Es gibt eine Weiheurkunde vom Passauer Weihbischof Sigismund Pirchan von Rosenberg bzw. Hohenfurth. Von 1671 bis 1786 bestand ein Benefizium.

## Architektur
Der spätgotische dreijochige barockisierte Kapellenbau mit einem gleich breiten quadratischen Chor steht unter einem steilen Satteldach. Über dem spätgotisch gestuften Sockel ist die Fassade einheitlich verputzt. Das barocke Rechteckportal mit seitlichen Pilastern trägt ein hohes Gebälk. In der Nordwand befindet sich ein vermauertes spätgotisches Spitzbogenportal mit einem profilierten Gewände. Der Chor hat nördlich und südlich ein barockes ovales Fenster. Die östliche Giebelfront zeigt drei rundbogige barocke Muschelnischen. Über der Westfront befindet sich ein barocker polygonaler gemauerter Giebelreiter mit rundbogigen Schallfenstern und einem Zwiebelhelm. Die Ostfront zeigt die erneuerten Wandbilder der Heiligen Christophorus und Georg.
Das Kapelleninnere zeigt ein Langhaus unter einem barocken Stichkappentonnengewölbe. Beim Übergang zum Chor ist fragmentiert eine spätgotische Wandgliederung erhalten. Der Chor zeigt eine spätgotische arkadenförmige Wandgliederung mit gefasten spitzbogigen Schildbögen auf breiten Wandvorlagen. Das ursprünglich spätgotische Sternformation des Gewölbes wurde barock mit einer Stichkappentonne überformt.
Reste einer spätgotischen Wandmalerei sind im Chor erhalten, sie zeigen den hl. Paulus, Apostelkreuze und einen knienden Ritter. 1671 wurde die Kapelle in frühbarocker Tradition mit Prägestuckleisten an den Graten und um die gegliederten Rund- und Ovalfelder mit Engelsköpfen und Fruchtdekor stuckiert.

## Ausstattung
Der Altar aus 1852 ist eine klassizistische Ädikula mit ionischen Pilastern und seitlichen Opfergangsportalen. Er zeigt das Bild Maria vom Siege mit den Heiligen Peter und Paul.
An der Westwand steht eine bemerkenswerte Turmuhr um 1671 mit Spindelgang, Kurzpendel und einem Stunden- und 4/4-Schlagwerk.

## Grabdenkmäler
Außen an der Südseite steht ein Doppelwappenstein Lerchenfeld-Fraunhofen aus Rotmarmor mit 1671.
Im Kapelleninneren Grabdenkmäler aus Rotmarmor mit Wappen- und Doppelwappen der Freiherrenfamilie Lerchenfeld:
- Maria Magdalena Freifrau von Stubben geborene Freiin von Lerchenfeld gestorben 1725.
- Caspar Albrecht gestorben 1710.
- Maria Elisabeth Adelheit gestorben 1725.
- Johann Caspar gestorben 1681 mit Wappen von Skeletten gehalten.
- Johann Wilhelm Graf von Abensperg und Traun gestorben 1733.
- Jakobe gestorben 1674 mit bekrönender ovalen Schrifttafel in Rollwerkrahmen mit seitlichen Totenköpfen und Wappen.
- Maria Francisca Gräfin Abensperg und Traun geborene Freiin von Lerchenfeld gestorben 1748.